# Josef Hanke
Ne doit pas être confondu avec Walter Hanke.
Josef Hanke, régulièrement francisé en Joseph Hanke ou Joseph Hanké dans les sources francophones, né et mort à une date indéterminée, est un footballeur autrichien ayant joué au poste d'attaquant.

## Biographie
Josef Hanke fait partie des nombreux joueurs de l'Est de l'Europe venus jouer pendant l'entre-deux-guerres dans le championnat de France professionnel mis en place en 1932.
Il arrive en France en 1934. Il jouait auparavant en Autriche au First Vienna FC,. Lors de la saison 1934-1935, il débute au Club français en deuxième division, mais le club déclare forfait général en novembre 1934. Hanke part alors au Havre AC dans la même division.
L'Amiens AC le recrute pour la saison 1935-1936, toujours en deuxième division. Hanke avait déjà joué avec les Havrais sur la pelouse du stade Moulonguet d'Amiens, le 13 janvier 1935 lors de la 17e journée de championnat. Hanke avait marqué le but de la défaite havraise par trois buts à un. L'Autrichien prend part à tous les matchs de l'Amiens AC sur cette saison et marque 25 buts toutes compétitions confondues.
Il est alors recruté par l'Excelsior de Roubaix-Tourcoing et dispute deux saisons en première division.
Hanke retourne ensuite en Autriche où il rejoue pour le First Vienna FC de 1938 à 1940.

## Style de jeu
Dans Le Football en Picardie et l'histoire de ses origines, Josef Hanke est qualifié de « sans doute le meilleur inter qui ait jamais évolué à Amiens ». L'auteur décrit son jeu ainsi : « La gamme de ses feintes semble inépuisable et il en révèle d’extraordinaires au public. Son shoot est d'une puissance rare chez un scientifique. ». Il en ressort donc un joueur avec un profil de meneur de jeu, bon dribbleur et doté d'un bon tir.

## Statistiques
| Saison     | Club                           | Championnat | Championnat | Championnat | Coupe(s) nationale(s) | Coupe(s) nationale(s) | Total | Total |
| Saison     | Club                           | Division    | M.          | B.          | M.                    | B.                    | M.    | B.    |
| 1934-1935  | Club français                  | 2           |             |             |                       |                       | 0     | 0     |
| Sous-total | Sous-total                     | Sous-total  |             |             |                       |                       | 0     | 0     |
| 1934-1935  | Le Havre AC                    | 2           |             |             |                       |                       | 0     | 0     |
| Sous-total | Sous-total                     | Sous-total  |             |             |                       |                       | 0     | 0     |
| 1935-1936  | Amiens AC                      | 2           | 34          | 21          | 4                     | 4                     | 38    | 25    |
| Sous-total | Sous-total                     | Sous-total  | 34          | 21          | 4                     | 4                     | 38    | 25    |
| 1936-1937  | Excelsior de Roubaix-Tourcoing | 1           |             |             |                       |                       | 0     | 0     |
| 1937-1938  | Excelsior de Roubaix-Tourcoing | 1           |             |             |                       |                       | 0     | 0     |
| Sous-total | Sous-total                     | Sous-total  |             |             |                       |                       | 0     | 0     |
| 1938-1939  | First Vienna FC                | 1           |             |             |                       |                       | 0     | 0     |
| 1938-1939  | First Vienna FC                | 1           |             |             |                       |                       | 0     | 0     |
| Sous-total | Sous-total                     | Sous-total  |             |             |                       |                       | 0     | 0     |